# Pierluigi Cera
Pierluigi Cera (n. Legnago, Provincia de Verona, Italia, 25 de febrero de 1941) es un exfutbolista italiano. Se desempeñaba en la posición de centrocampista.

## Selección nacional
Fue internacional con la selección de fútbol de Italia en 18 ocasiones. Debutó el 22 de noviembre de 1969, en un encuentro ante la selección de Alemania que finalizó con marcador de 3-0 a favor de los italianos.

### Participaciones en Copas del Mundo
| Mundial                        | Sede   | Resultado  |
| ------------------------------ | ------ | ---------- |
| Copa Mundial de Fútbol de 1970 | México | Subcampeón |

## Clubes
| Club            | País   | Año       |
| --------------- | ------ | --------- |
| Hellas Verona   | Italia | 1957-1964 |
| Cagliari Calcio | Italia | 1964-1973 |
| A. C. Cesena    | Italia | 1973-1979 |

## Palmarés

### Campeonatos nacionales
| Título  | Club            | País   | Año     |
| ------- | --------------- | ------ | ------- |
| Serie A | Cagliari Calcio | Italia | 1969-70 |